# Peter Angeli de Pontecorvo
Peter Angeli de Pontecorvo (nach der Bischofsliste von Olmütz: Peter II. von Konitz; tschechisch: Petr II. Andělův de Ponte Corvo; † 7. Juni 1316 in Prag) war Bischof von Olmütz. In der Olmützer Bischofschronik „Granum cathalogi praesulum Moraviae“ aus dem 15. Jahrhundert ist er mit dem Spitznamen „Bradavice“ (Warze) verzeichnet.

## Leben
Er war der Sohn des italienischen Magisters Angelus de Pontecorvo, der Mitte des 13. Jahrhunderts nach Böhmen gekommen und nach dem Tod seiner Frau Petronia von Lomnice Priester geworden sein soll.
Peter war von 1255 bis 1262 päpstlicher Kollektor für Böhmen, Polen und Ungarn und soll 1256 als „nuncius domini pape“ die Stadt Prag mit einem zweiwöchigen Interdikt belegt haben, nachdem ein Mönch inhaftiert worden war. Politisch begabt, trat er in die königliche Kanzlei ein und wurde einer der einflussreichsten Männer Böhmens. Nachdem er 1287 nachweisen konnte, dass er vor der Priesterweihe seines Vaters geboren wurde und seine Eltern verheiratet gewesen waren, wurde er mit Pfründen und Würden überhäuft:
- Königlicher Protonotar König Wenzels II. (1289)
- Kanoniker in Sadská, in Vyšehrad (1289), in Prag (1291), Breslau (1292), Olmütz (1296), Altbunzlau (1298), Krakau und Leitmeritz (1306).
- Propst von St. Peter in Brünn (1298), von Prag (1306) und von Vyšehrad (1306).

Durch die Vyšehrader Propstwürde stieg er 1306 zum Kanzler des Königs Wenzel III. auf, ein Amt, das er schon früher in Vertretung des Mainzer Erzbischofs Peter von Aspelt ausübte und das er auch unter Wenzels Nachfolgern bis 1315 innehatte. Allerdings soll er nach König Wenzels Tod 1306 sein Amt missbraucht haben, als mit seiner Zustimmung Urkunden rechtswidrig besiegelt wurden. Wohl deshalb wurde er 1309 gefangen gesetzt.
Nach dem Tod des Olmützer Bischofs Johannes VI. von Waldstein wählte das Domkapitel 1311 Peter Angeli de Pontecorvo zu dessen Nachfolger. Erst nachdem der Prager Bischof Tobias von Bechyně dem Papst die Urkunde von 1287 über die eheliche Abkunft Peters vorlegte, stimmte Papst Clemens V. der Wahl zu und gestattete gleichzeitig, dass Peter wegen des wirtschaftlich desolaten Zustands seiner Diözese weitere zehn Jahre die Einkünfte der Prager und der Vyšehrader Propstei sowie der Kanonikate in Prag, Breslau und Schatzberg beziehen durfte.
Über Peters bischöfliches Wirken ist wenig bekannt. 1312 hielt er eine Diözesansynode in Kremsier ab, die sich u. a. mit der Disziplin des Klerus befasste und  beschloss, dass im Konkubinat lebende Priester zu suspendieren seien.
Nach der Königsaaler Chronik soll Peter trotz der zahlreichen Pfründen kein Vermögen hinterlassen haben, weil er Arme unterstützte. Er starb in Prag, wo er sich meistens aufgehalten haben soll, und wurde im Veitsdom beigesetzt. Kurz vor seinem Tod soll er noch an Verhandlungen zwischen dem König Johann und der adeligen Opposition teilgenommen haben.